# Anatoli Bondarchuk
Anatoli Bondarchuk (R. S. S. de Ucrania, Unión Soviética, 31 de mayo de 1940) es un atleta soviético retirado, especializado en la prueba de lanzamiento de martillo en la que llegó a ser campeón olímpico en 1972.

## Carrera deportiva
En los JJ. OO. de Múnich 1972 ganó el oro en el lanzamiento de martillo, con una marca de 75.50 metros que fue récord olímpico, quedando en el podio por delante del alemán Jochen Sachse y del también soviético Vasili Khmelevski.
Cuatro años después, en los JJ. OO. de Montreal 1976 ganó la medalla de bronce en la misma prueba, con una marca de 75.48 metros, siendo superado por sus compatriotas los también soviéticos Yuriy Sedykh (oro) y Aleksei Spiridonov (plata).